# Jesus är ännu den samme
Jesus är ännu den samme är en körsång med text och melodi av okänt ursprung.

## Publicerad i
- Frälsningsarméns sångbok 1929 som nr 132 i körsångsavdelningen under rubriken "Jubel, strid och erfarenhet".
- Frälsningsarméns sångbok 1968 som nr 133 i körsångsavdelningen under rubriken "Jubel, Strid Och Erfarenhet".
- Frälsningsarméns sångbok 1990 som nr 848 under rubriken "Glädje, vittnesbörd tjänst".